# پادشاهی ضحاک
«پادشاهی ضحاک» پنجمین داستانِ پادشاهان و پنجمین پادشاهی در میان پیشدادیان در شاهنامهٔ فردوسی است که دورانِ هزارسالهٔ پادشاهیِ ضحاک را داستان می‌کند. ضحاک پادشاهی بیگانه در میان پیشدادیان است.
دوران ضحاک هزار سال بود. رفته‌رفته خردمندی و راستی نهان گشت و خرافات و گزند آشکارا. شهرناز و ارنواز (دختران جمشید) را به نزد ضحاک بردند. در آن زمان هرشب دو مرد را می‌گرفتند و از مغز سر آنان خوراک برای ماران ضحاک فراهم می‌آوردند. روزی دو تن به نام‌های ارمایل و گرمایل چاره اندیشیدند تا به آشپزخانهٔ ضحاک راه یابند تا روزی یک‌نفر که خونشان را می‌ریزند، رها سازند. چون دژخیمان دو مرد جوان را برای کشتن آورده و بر زمین افکندند، یکی را کشتند و مغزش را با مغز سر گوسفند آمیخته و به دیگری گفتند که در کوه و بیابان پنهان شود. بدین سان هرماه سی جوان را آزاد می‌ساختند و چندین بُز و میش بدیشان دادند تا راهِ دشت‌ها را پیش گیرند.

## داستان ضحاک با پدرش
ضحاک فرزند امیری نیک سرشت و دادگر به نام مرداس بود. اهریمن که در جهان جز فتنه و آشوب کاری نداشت کمر به گمراه کردن ضحاک جوان بست. پس خود را به شکل مردی نیک‌خواه و آراسته درآورد و نزد ضحاک رفت و سر در گوش او گذاشت و سخن‌های نغز و فریبنده گفت. ضحاک فریفته او شد.
آنگاه اهریمن گفت: «ای ضحاک، می‌خواهم رازی با تو درمیان بگذارم. اما باید سوگند بخوری که این راز را با کسی نگویی.» ضحاک سوگند خورد.
اهریمن چون بی‌بیم (مطمئن) شد گفت: «چرا باید تا چون تو جوانی هست پدر پیرت پادشاهی کند؟ چرا سستی می‌کنی؟ پدرت را از میان بردار و خود پادشاه شو. همهٔ کاخ و گنج و سپاه از آن تو خواهد شد.»
ضحاک که جوانی تهی‌مغز بود دلش از راه به در رفت و در کشتن پدر با اهریمن یار شد. اما نمی‌دانست چگونه پدر را نابود کند. اهریمن گفت: «اندوهگین مباش چارهٔ این کار با من است.»
مرداس باغی دلکش داشت. هر روز بامداد از خواب برمی‌خواست و پیش از دمیدن آفتاب در آن به نیایش می‌پرداخت. اهریمن بر سر راه او چاهی کند و روی آن را با شاخ و برگ پوشانید. روز دیگر مرداس نگون‌بخت که برای نیایش می‌رفت در چاه افتاد و کشته شد و ضحاک ناسپاس بر تخت شاهی نشست.

## فریب اهریمن
چون ضحاک پادشاه شد، اهریمن خود را به‌صورت جوانی خردمند و سخنگو آراست و نزد ضحاک رفت و گفت: «من مردی هنرمندم و هنرم ساختن خورش‌ها و غذاهای شاهانه است.» 
ضحاک ساختن غذا و آراستن سفره را به او واگذاشت. اهریمن سفرهٔ بسیار رنگینی با خورش‌های گوناگون و گوارا از پرندگان و چهارپایان، آماده کرد. ضحاک خشنود شد. روز دیگر سفره رنگین‌تری فراهم کرد و همچنین هر روز غذای بهتری می‌ساخت.
روز چهارم ضحاک شکم‌پرور چنان شاد شد که رو به جوان کرد و گفت: «هرچه آرزو داری از من بخواه.» اهریمن که جویای این زمان بود گفت: «شاها، دل من از مهر تو لبریز است و جز شادی تو چیزی نمی‌خواهم. تنها یک آرزو دارم و آن این‌که اجازه دهی دو کتف تو را از راه بندگی ببوسم.» ضحاک اجازه داد. اهریمن لب بر دو کتف شاه نهاد و ناگاه از روی زمین ناپدید شد.

## روییدن مار بر دوش ضحاک
بر جای بوسهٔ لبان اهریمن، بر دو کتف ضحاک دو مار سیاه رویید. مارها را از بن بریدند، اما به جای آن‌ها بی‌درنگ دو مار دیگر رویید. ضحاک پریشان شد و در پی چاره افتاد. پزشکان هرچه کوشیدند سودمند نیفتاد.
وقتی همهٔ پزشکان درماندند، اهریمن خود را به شکل پزشکی ماهر درآورد و نزد ضحاک رفت و گفت: «بریدن ماران سودی ندارد. داروی این درد مغز سر انسان است. برای آن‌که ماران آرام باشند و گزندی نرسانند چاره آن است که هر روز دو تن را بکشند و از مغز سر آن‌ها برای ماران خورش بسازند. شاید از این راه سرانجام ماران بمیرند.»
اهریمن که با آدمیان و آسودگی آنان دشمن بود، می‌خواست از این راه همهٔ مردم را به کشتن دهد و تخمهٔ آدمیان را براندازد.

## گرفتار شدن جمشید
در همین روزگار بود که جمشید را خودبینی فراگرفت و فرّهٔ ایزدی از او دور شد. ضحاک زمان را دریافت و به ایران تاخت. بسیاری از ایرانیان که در جست‌وجوی پادشاهی نو بودند به او روی آوردند و بی‌خبر از بیداد و ستمگری ضحاک او را بر خود پادشاه کردند.
ضحاک سپاه فراوانی آماده کرد و به دستگیری جمشید فرستاد. جمشید تا صد سال خود را از دیده‌ها نهان می‌داشت. اما سرانجام در کنار دریای چین به دام افتاد. ضحاک فرمان داد تا او را با ارّه به دو نیم کردند و خود تخت و تاج و گنج و کاخ او را به دست گرفت. جمشید سراسر هفت‌صد سال زیست و هرچند به فرّه و شکوه او پادشاهی نبود، سرانجام به تیره‌بختی از جهان رفت.
جمشید دو دختر خوب‌رو داشت: یکی شهرناز و دیگری ارنواز. این دو نیز در دست ضحاک ستمگر اسیر شدند و از ترس به فرمان او درآمدند. ضحاک هر دو را به کاخ خود برد و آنان را به همراهی دو تن دیگر (ارمایل و گرمایل) به پرستاری و خورشگری ماران گماشت.
گماشتگان ضحاک هر روز دو تن را به ستم می‌گرفتند و به آشپزخانه می‌آوردند تا مغزشان را خوراک ماران کنند. اما شهرناز و ارنواز و آن دو تن که نیک‌دل بودند و تاب این ستمگری را نداشتند هر روز یکی از آنان را آزاد می‌کردند و روانهٔ کوه و دشت می‌نمودند و به جای مغز او از مغز سر گوسفند خورش می‌ساختند.

## خواب دیدن ضحاک
ضحاک سالیان دراز به ستم و بیداد پادشاهی کرد و بسیاری از مردم بی‌گناه را برای خوراک ماران به کشتن داد. کینهٔ او در دل‌ها نشست و خشم مردم بالا گرفت. یک شب که ضحاک در کاخ شاهی خفته بود در خواب دید که ناگهان سه مرد جنگی پیدا شدند و به سوی او روی آوردند. از آن میان آنکه کوچک‌تر بود و پهلوانی دلاور بود بر وی تاخت و گرز گران خود را بر سر او کوفت. آن گاه دست و پای او را با بند چرمی بست و کشان‌کشان به‌طرف کوه دماوند کشید، در حالی که گروه بسیاری از مردم در پی او روان بودند.
ضحاک به خود پیچید و ناگهان از خواب بیدار شد و چنان فریادی برآورد که ستون‌های کاخ به لرزه افتادند. ارنواز دختر جمشید که در کنار او بود حیرت کرد و سبب این آشفتگی را جویا شد. چون دانست ضحاک چنین خوابی دیده‌است گفت باید خردمندان و دانشوران را از هر گوشه‌ای بخوانی و از آن‌ها بخواهی تا خواب تو را بگزارند (تعبیر کنند).
ضحاک چنین کرد و خردمندان و خواب‌گزاران را به بارگاه خواست و خواب خود را بازگفت. همه خاموش ماندند جز یک تن که بی‌باک‌تر بود. وی گفت: «شاها، گزارش خواب تو این است که روزگارت به پایان رسیده و دیگری به جای تو بر تخت شاهی خواهد نشست. فریدون نامی در جستجوی تاج‌وتخت شاهی بر می‌آید و تورا با گرز گران از پای درمی‌آورد و در بند می‌کشد.» از شنیدن این سخنان ضحاک مدهوش شد. چون به خود آمد در فکر چاره افتاد. اندیشید که دشمن او فریدون است. پس دستور داد تا سراسر کشور را بجویند و فریدون را بیابند و به دست او بسپارند. دیگر خواب و آرام نداشت.

## زادن فریدون
از ایرانیان آزادمردی بود به نام آبتین که نژادش به شاهان قدیم ایران و تهمورث دیو بند می‌رسید. زن وی فرانک نام داشت. از این دو فرزندی نیک‌چهره و خجسته زاده شد. او را فریدون نام نهادند. فریدون چون خورشید تابنده بود و فرّه و شکوه جمشیدی داشت.
آبتین بر جان خود ترسان بود و از بیم ضحاک گریزان. سر انجام روزی گماشتگان ضحاک که برای مارهای شانه‌های وی در پی خوراک می‌گشتند به آبتین برخوردند. او را به بند کشیدند و به دژخیمان سپردند.
فرانک، مادر فریدون، بی‌شوهر ماند و وقتی دانست ضحاک در خواب دیده که شکستش به دست فریدون است بیمناک شد. فریدون را که کودکی خردسال بود برداشت و به چمن‌زاری برد که چراگاه گاوی نامور به نام بُرمایه بود. از نگهبان مرغزار با زاری در خواست کرد که فریدون را چون فرزند خود بپذیرد و به شیر برمایه بپرورد تا از ستم ضحاک دور بماند.

## خبر یافتن ضحاک
نگهبان مرغزار پذیرفت و سه سال فریدون را نزد خود نگاه داشت و به شیر گاو پرورد. اما ضحاک دست از جست‌وجو برنداشت و سر انجام دانست که فریدون را برمایه در مرغزار می‌پرورد. گماشتگان خود را به دستگیری فریدون فرستاد. فرانک آگاه شد و دوان دوان به مرغزار آمد و فریدون را برداشت و از بیم ضحاک رو به دشت گذاشت و به جانب کوه البرز روان شد. در البرز کوه ، فرانک فریدون را به پارسایی که در آنجا خانه داشت و از کار دنیا دور بود سپرد و گفت «ای نیکمرد، پدر این کودک فدای ماران ضحاک شد؛ ولی فریدون روزی سرور و پیشوای مردمان خواهد شد و کین کشتگان را از ضحاک ستمگر باز خواهد گرفت. تو فریدون را چون پدر باش و او را چون فرزند خود بپرور.» مرد پارسا پذیرفت و به پرورش فریدون کمر بست.

## آگاه شدن فریدون از پشت (نسب) خود
سالی چند گذشت و فریدون بزرگ شد. جوانی بلند بالا و زورمند و دلاور شد. اما نمی‌دانست فرزند کیست. چون شانزده‌ساله شد از کوه به دشت آمد و نزد مادر خود رفت و از او خواست تا بگوید پدرش کیست و از کدام نژاد است.
آنگاه فرانک راز پنهان را آشکار کرد و گفت «ای فرزند دلیر، پدر تو آزادمردی از ایرانیان بود. نژاد کیانی داشت و نسب و پشتش به تهمورث دیوبند پادشاه نامدار می‌رسید. مردی خردمند و نیک سرشت و بی‌آزار بود. ضحاک ستمگر او را به دژخیمان سپرد تا از مغزش برای ماران خورش ساختند. من بی‌شوهر شدم و تو بی پدر ماندی. آنگاه ضحاک خوابی دید و اخترشناسان و خواب‌گزاران گفتند که فریدون نامی از ایرانیان به جنگ وی برخواهد خاست و او را به گرز گران خواهد کوفت. ضحاک در جستجوی تو افتاد. من از بیم تو را به نگهبان مرغزاری سپردم تا تورا پیش گاو گرانمایه‌ای که داشت بپرورد. به ضحاک آگاهی رسید. ضحاک گاو را کشت و خانهٔ ما را ویران کرد. ناچار از خانه بریدم و تو را از ترس مار دوش ستمگر به البرز کوه پناه دادم.»

## خشم فریدون
فریدون چون داستان را شنید خونش به جوش آمد و دلش پردرد شد و آتش کین در درونش زبانه کشید. رو به مادر کرد و گفت: «مادر، اکنون که این ضحاک ستمگر روزگار ما را تباه کرده و این همه از ایرانیان را به خاک‌وخون کشیده من نیز روزگارش را تباه خواهم ساخت. دست به شمشیر خواهم برد و کاخ و ایوان او را با خاک یکسان خواهم کرد.»
فرانک گفت: «فرزند دلاورم، این سخن از روی دانایی نیست. تو نمی‌توانی با جهانی درافتی. ضحاک ستمگر زورمند است و سپاه فراوان دارد. هر زمان که بخواهد از هر کشور صد هزار مرد جنگی آماده کارزار به خدمتش می‌آیند. جوانی مکن و روی از پند مادر مپیچ و تا راه‌ و چارهٔ کار را نیافته‌ای دست به شمشیر مبر.»

## بیم ضحاک و گرفتن گواهی بر دادگری خویش
از آن سوی ضحاک از اندیشهٔ فریدون پیوسته نگران و ترسان بود و گاه‌به‌گاه از وحشت نام فریدون را بر زبان می‌راند. می‌دانست که فریدون زنده‌است و به خون او تشنه.
روزی ضحاک فرمان داد تا بارگاه را آراستند. خود بر تخت عاج نشست و تاج فیروزه بر سر گذاشت و دستور داد تا موبدان شهر را بخوانند. آنگاه روی به آنان کرد و گفت: «شما آگاهید که من دشمنی بزرگ دارم که گرچه جوان است اما دلیر و نامجوست و در پی برانداختن تاج‌وتخت من است. جانم از اندیشهٔ این دشمن همیشه در بیم است. باید چاره‌ای جست: باید گواهی نوشت که من پادشاهی دادگر و بخشنده‌ام و جز راستی و نیکی نورزیده‌ام تا دشمن بدخواه بهانهٔ کین‌جویی نداشته باشد. باید همهٔ بزرگان و نامداران این نامه را گواهی کنند.» ضحاک ستمگر و تندخو بود. از ترس خشمش همه بر دادگری و نیکی و بخشندگی ضحاک ستمگر ، گواهی نوشتند.

## داستان کاوه
ضحاک چنان از فریدون به ترس و بیم افتاده بود که روزی بزرگان و نامداران را انجمن کرد تا بر دادگری و بخشندگی او گواهی بنویسند و آن را مُهر کنند - همهٔ بزرگان موبدان از ترس جانشان با ضحاک هم داستان شدند و بر دادگری او گواهی کردند. در همین هنگام بانگی از بیرون به گوش ضحاک رسید که فریاد می‌کرد - فرمان داد تا کسی را که فریاد می‌کند به نزدش ببرند - او کسی نبود جز کاوهٔ آهنگر.
کاوه فریاد زد که فرزندان من همه برای ساختن خورش مارانت کشته شدند و هم‌اکنون آخرین فرزندم را نیز می‌خواهند بکشند - ضحاک فرمان می‌دهد تا فرزند او را آزاد کنند و از کاوه می‌خواهد تا او نیز آن گواهی را مُهر کند. کاوه نامه را پاره کرده و به زیر پا می‌اندازد و بیرون می‌رود. سران از این کار کاوه به خشم می‌آیند و از ضحاک می‌پرسند چرا کاوه را زینهار دادی؟ او پاسخ می‌دهد که نمی‌دانم چرا پنداشتم میان من و او کوهی از آهن است و دست من بر کاوه کوتاه.

## درفش کاویانی و چرایی نام آن
کاوه وقتی از بارگاه ضحاک بیرون می‌آید چرم آهنگریش را بر سر نیزه‌ای می‌زند و مردم را گرد خود گروه می‌کند و به سوی فریدون می‌روند.
این در جهان نخستین بار بود که پرچم به دست گرفته شد تا دوستان از دشمنان شناخته شوند.
فریدون با دیدن سپاه کاوه شاد شد و آن پرچم را به گوهرهای گوناگون بیاراست و نامش را درفش کاویانی نهاد.
فریدون پس از تاج‌گذاری پیش مادر می‌رود و رخصت می‌گیرد تا به جنگ با ضحاک برود. فرانک برای او نیایش می‌کند و آرزوی کامیابی. فریدون به دو برادر بزرگ‌تر از خودش به نام‌های کیانوش و پرمایه می‌گوید تا به یاری آهنگران رفته و گرزی مانند سر گاومیش بسازند. آن گرز را گرز گاوسَر می‌نامند.

## پایان کار ضحاک
فریدون در روز ششم ماه (ایرانیان به روز ششم ماه خرداد روز می‌گفتند) با سپاهیان به جنگ ضحاک رفت. به نزدیکی اروند رود که اعراب آن را دجله می‌خوانند می‌رسد.
فریدون از نگهبان رود خواست تا همهٔ سپاهیانش را با کشتی به آن سوی رود برساند؛ ولی نگهبان گفت فرمان پادشاه است که کسی بدون فرمان (مجوز) و مُهر شاه اجازه گذر از این رود را ندارد. فریدون از شنیدن این سخن خشمگین شد و بر اسب خویش (گلرنگ) نشست و بی‌باکانه به آب زد. سپاهیانش نیز به پیروی از او به آب زدند و تا آنجا داخل آب شدند که زین اسبان به درون آب رفته بود. چون به خشکی رسیدند به سوی دژ (قلعه) ضحاک در گنگ دژهوخت رفتند.
فریدون یک میل مانده دژ ضحاک را دید. دژ ضحاک چنان سر به آسمان می‌کشید که گویی می‌خواست ستاره از آسمان برباید. فریدون بی‌درنگ به یارانش می‌گوید که جنگ را آغاز کنند و خود با گرز گران در دست و سوار بر اسب تیزتک، چو زبانهٔ آتش از برابر دژبانان ضحاک جهید و به درون دژ رفت. فریدون، نشان ضحاک را که جز به نام پروردگار بود، به زیرکشید. با گرز گران، سردمدارانِ ضحاک را نابود کرد و برتخت نشست.
فریدون را در تاریخ ادبیات پارسی به نام افریدون و آفریدن نیز شناخته‌اند؛ و گنج فریدونی یا گنج افریدون در تاریخ نیز مشهور بوده‌است که گویند زر و سیم بسیار داشته و حتی خاقانی که شاعری مشهور بوده‌است درزندان قصیده‌ای سروده‌است که نیم بیت شعرش اشاره به گنج افریدون دارد. آنجا که می‌گوید: «گنج افریدون چه سود اندر دل شیدای من»

## فریدون، ضحاک را در دماوند به بند کشید
فریدون هنگامی بر ضحاک ماردوش چیرگی پیدا می‌کند به ناگاه سروشی بر وی فرو آمده و او را از کشتن ضحاک اژدهافش بازمی‌دارد و از فریدون می‌خواهد که او را در کوه به بند کشد. در کوه نیز، هنگامی که او قصد جان ضحاک می‌کند، سروش، دیگر بار، از وی می‌خواهد که ضحاک را به کوه دماوند برده و در آن جا به بند کشد. فرجام آنکه، ضحاک به دست فریدون کشته نمی‌شود، بلکه او را در شکافی بن‌ناپدید، با میخ‌های گران بر سنگ فرو می‌بندد.